# Taiki Watanabe
Taiki Watanabe (渡邊 泰基 Watanabe Taiki?), född 22 april 1999 i Niigata prefektur, är en japansk fotbollsspelare.
Watanabe började sin karriär 2018 i Albirex Niigata.